# Robert MacBryde
Robert MacBryde (Maybole, 1913 - Dublín, 1966) va ser un pintor i escenògraf escocès.
MacBryde va treballar en una fàbrica durant cinc anys després de sortir de l'escola. Va estudiar art a l'Escola d'Art de Glasgow de 1932 a 1937. Allà va conèixer Robert Colquhoun amb qui va establir una col·laboració professional i una relació homosexual que va durar tota la vida; la parella es coneixia com "els dos Roberts". MacBryde va estudiar i va viatjar per França i Itàlia, ajudat amb beques, i va tornar a Londres el 1939. Va compartir espai d'estudi amb Colquhoun, i la parella va compartir una casa amb John Minton i, a partir de 1943, amb Jankel Adler. MacBryde va realitzar la seva primera exposició individual a la Galeria Lefevre el 1943.
Sota la influència de Graham Sutherland i John Piper, MacBryde es va convertir en un conegut pintor de l'escola d'art modernista pels seus estudis cubistes de colors brillants. El seu treball més tard es va convertir en una gamma més fosca i expressionista de natures mortes i paisatges. En col·laboració amb Colquhoun, va crear diverses escenografies durant i després de la Segona Guerra Mundial. Per exemple, per a Macbeth de Gielgud, El Rei Lear a Stratford i el ballet escocès de Massine Donald of the Burthens, produïdes pel Sadler's Wells Ballet al Covent Garden el 1951. Durant la dècada de 1950 tant MacBryde com Colquhoun van abandonar les arts escèniques i tots dos es van convertir en grans bevedors, un fet que va fer impossible qualsevol intent de feina seriosa. Atès que cap d'ells tenia mitjans privats, a vegades es van quedar a prop de la misèria.
Colquhoun va morir sobtadament el 1962. Poc després, MacBryde va traslladar a Irlanda, i durant un temps va compartir una casa amb Patrick Kavanagh, que havia conegut Londres. No obstant això, ell encara continuava bevent molt i sembla que no va fer cap esforç seriós per pintar de nou.
Robert MacBryde va morir el 1966 a Dublín com a conseqüència d'un accident al carrer. Anthony Cronin, un amic de MacBryde i Colquhoun, els va descriure amb afecte i respecte en les seves memòries Dead as Doornails. El mateix va fer el pintor, dramaturg i poeta anglès Arthur Berry en la seva autobiografia A Three And Sevenpence Half Penny Man.